# Haruka Tachimoto
Haruka Tachimoto (田知本 遥, Tachimoto Haruka), née le 3 août 1990 à Imizu, est une judokate japonaise combattant dans la catégorie des moins de 70 kg, poids moyen. Championne olympique lors des Jeux de 2016 à Rio de Janeiro, elle est également vice-championne d'Asie en 2011.

## Biographie
Après avoir remporté un titre continental des moins de 20 ans à Hyderabad en 2007, Haruka Tachimoto devient double championne du monde de cette catégorie d'âge, en remportant d'abord l'édition de 2008 à Bangkok, puis l'édition suivante à Paris.
Elle est médaillée d'argent aux Championnats d'Asie à Abou Dabi en 2011. Championne du Japon 2012, elle participe aux Jeux olympiques d'été de 2012 à Londres ; elle est battue en quarts de finale par la Chinoise Chen Fei puis elle perd le combat pour la médaille de bronze contre la Néerlandaise Edith Bosch.
Lors des mondiaux de Rio de Janeiro, elle s'incline dès son premier combat, face à la Cubaine Onix Cortés. Elle participe ensuite à la compétition par équipes où le Japon remporte la médaille d'or face au Brésil. Lors de l'année suivante, lors des mondiaux de Tcheliabinsk, elle n'est pas retenue pour défendre les couleurs de son pays dans sa catégorie, mais participe à la compétition par équipes où le Japon termine troisième.
Malgré sa victoire en finale à Fukuoka lors des championnats japonais, face à Chizuru Arai, championne du monde junior en titre, elle n'obtient pas sa qualification pour les mondiaux d'Astana, les sélectionneurs japonais choisissant sa jeune rivale.
En 2016, elle remporte le titre national à face Fukuoka à Chizuru Arai, obtenant ainsi sa deuxième participation aux Jeux olympiques. Lors du tournoi olympique des Jeux de 2016 à Rio de Janeiro, où elle obtient la médaille d'or en battant la Colombienne Yuri Alvear en finale.
En octobre 2017, elle annonce la fin de sa carrière sportive. Elle déclare se consacrer alors à ses études à l'université de Tsukuba.

## Palmarès

### Compétitions internationales
| Année | Compétition         | Lieu           | Résultat | Catégorie      |
| ----- | ------------------- | -------------- | -------- | -------------- |
| 2011  | Championnats d'Asie | Abou Dabi      | 2e       | Moins de 70 kg |
| 2016  | Jeux olympiques     | Rio de Janeiro | 1re      | Moins de 70 kg |

Dans les compétitions par équipes
| Année | Compétition           | Lieu           | Résultat |
| ----- | --------------------- | -------------- | -------- |
| 2013  | Championnats du monde | Rio de Janeiro | 1re      |
| 2014  | Championnats du monde | Tcheliabinsk   | 3e       |

### Tournois Grand Chelem et Grand Prix
| Année | Compétition             | Lieu      | Résultat | Catégorie      |
| ----- | ----------------------- | --------- | -------- | -------------- |
| 2010  | Grand Prix de Tunis     | Tunis     | 1re      | Moins de 70 kg |
| 2010  | Grand Prix de Rotterdam | Rotterdam | 1re      | Moins de 70 kg |
| 2010  | Grand Slam Tokyo        | Tokyo     | 1re      | Moins de 70 kg |
| 2011  | Grand Slam de Moscou    | Moscou    | 2e       | Moins de 70 kg |
| 2011  | Grand Prix d'Abou Dabi  | Abou Dabi | 1re      | Moins de 70 kg |
| 2011  | Grand Slam Tokyo        | Tokyo     | 3e       | Moins de 70 kg |
| 2012  | Masters mondial de judo | Almaty    | 3e       | Moins de 70 kg |
| 2012  | Tournoi de Paris        | Paris     | 1re      | Moins de 70 kg |
| 2012  | Grand Slam Tokyo        | Tokyo     | 2e       | Moins de 70 kg |
| 2013  | Grand Prix d Miami      | Miami     | 3e       | Moins de 70 kg |
| 2014  | Tournoi de Paris        | Paris     | 3e       | Moins de 70 kg |
| 2014  | Grand Slam Tokyo        | Tokyo     | 2e       | Moins de 70 kg |
| 2015  | Grand Slam de Tioumen   | Tioumen   | 1re      | Moins de 70 kg |
| 2015  | Tournoi de Paris        | Paris     | 1re      | Moins de 70 kg |
| 2016  | Tournoi de Paris        | Paris     | 2e       | Moins de 70 kg |